# نیروهای مسلح ملی ونزوئلا
نیروهای مسلح ملی ونزوئلا (اسپانیایی: Fuerza Armada Nacional Bolivariana‎) مجموعه نیروهای مسلح ونزوئلا است، که در سال ۱۸۱۰ فعالیت خود را آغاز نمود.